# Willi Rinow
Willi Ludwig August Rinow (Berlim, 28 de fevereiro de 1907 — Greifswald, 29 de março de 1979) foi um matemático alemão.
Seu campo de trabalho foi principalmente geometria diferencial e topologia.
Filho de um zelador de escola, Rinow estudou matemática e física a partir de 1926 na Universidade Humboldt de Berlim, onde dentre outros foi aluno de Max Planck, Ludwig Bieberbach e Heinz Hopf, sendo este último seu orientador de doutorado, com a tese de 1932 Über Zusammenhänge zwischen der Differentialgeometrie im Großen und im Kleinen, Math. Zeitschrift Bd. 35, 1932, S.512. A partir de 1933 trabalhou no Jahrbuch Fortschritte der Mathematik em Berlim. Em 1937 afiliou-se ao Partido Nacional Socialista Alemão dos Trabalhadores. em 1937 obteve a habilitação em Berlim, onde foi docente até 1950,
Em 1950 tornou-se professor da Universidade de Greifswald, onde permaneceu até 1972, tornando-se então professor emérito.

## Obras
- Die innere Geometrie der metrischen Räume, Springer 1961
- Lehrbuch der Topologie, Berlin, Deutscher Verlag der Wissenschaften 1975
- Rinow Über Zusammenhänge der Differentialgeometrie im Großen und Kleinen, Mathematische Zeitschrift, Volume 32, 1932, p. 412, Dissertation